# Cal Mestre (Odèn)
Cal Mestre és una masia situada al municipi d'Odèn, a la comarca catalana del Solsonès. Tan sols en queda la ruïna.